# Whitehouse.gov

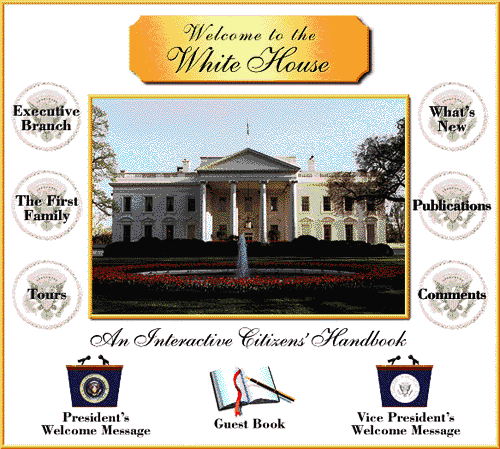
1995년 빌 클린턴 행정부 당시 초기 웹사이트

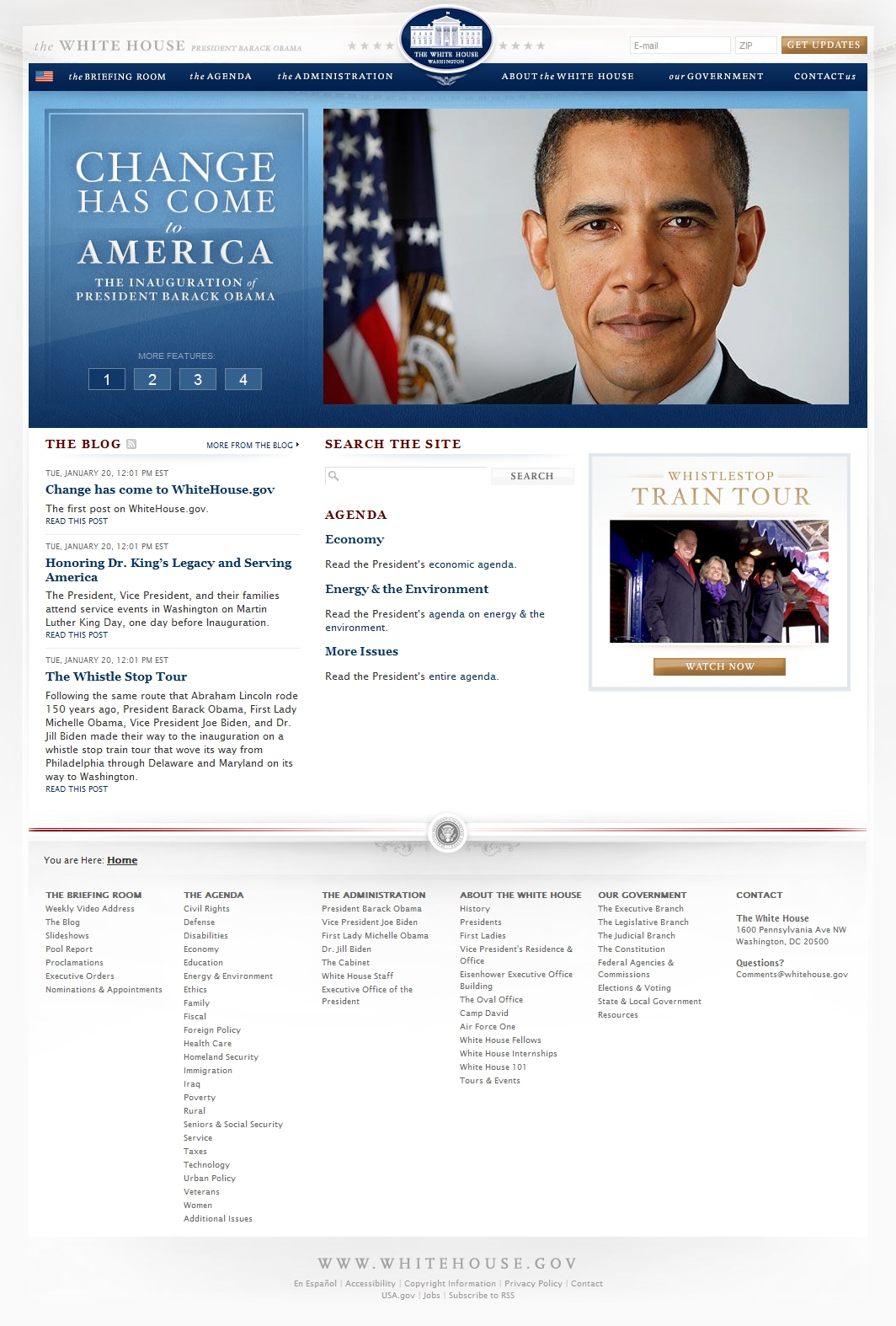
2009년 2009년 버락 오바마 대통령 취임식 이후의 현대 웹사이트

whitehouse.gov 또는 wh.gov는 백악관의 공식 웹사이트로, 미국 대통령실 산하 미국 대통령비서실의 디지털 전략실에서 관리한다. 이 웹사이트는 1994년 빌 클린턴 행정부에 의해 개설되었다. 웹사이트의 콘텐츠는 퍼블릭 도메인에 속하거나 크리에이티브 커먼즈 라이선스에 따라 라이선스된다.

## 내용
백악관 웹사이트의 콘텐츠는 대통령 임기 중 대통령의 현재 활동을 대중에게 알리는 공개 포트폴리오로 설계되었다. 이 웹사이트에는 미국 대통령, 미국의 부통령, 그들의 가족, 보도 자료, 선언문, 행정명령 및 백악관 공무원 연설록에 대한 정보가 포함되어 있다. 그러나 2025년 5월, 도널드 트럼프는 자신의 도널드 트럼프 2기 행정부의 거의 모든 연설록을 삭제하고 제한적인 비디오 영상으로 대체했다. 이는 연설록 중 20%만이 게시되었다는 사실이 밝혀진 이후였다.
웹사이트는 또한 대통령과 부통령이 다루는 현재 문제(예: 미국의 교육, 미국의 의료 등)에 대한 정보를 제공하며, 백악관 건물, 에어 포스 원, 캠프 데이비드의 역사에 대한 정보도 제공한다. 웹사이트는 또한 미국 연방 정부의 구조를 검토하며, 미국의 주 및 미국의 지방정부에 대한 세부 정보와 투표 및 선거에 대한 정보를 포함한다.
웹사이트는 또한 백악관에 참여하는 방법에 대한 정보를 제공한다. 여기에는 백악관에 편지를 쓰거나 전화하는 방법, 백악관 인턴십 프로그램 및 화이트 하우스 펠로우십 프로그램에 대한 세부 정보가 포함된다.
이 사이트에는 현재 미국 내각과 미국 대통령실에 대한 정보도 포함되어 있다.

### 각 행정부별 사이트 차이
새로운 행정부가 미국 대통령 취임식에 취임하면 웹사이트는 즉시 새로운 행정부에 맞게 재설계된다. 과거 행정부 웹사이트는 미국 국립문서기록관리청에서 보관한다.

### 시민 참여
2011년 9월 1일, 버락 오바마의 미국 대통령 선임 고문인 데이비드 플루프는 이메일을 통해 백악관이 미국 정부에 청원을 제기할 수 있는 온라인 플랫폼인 "위 더 피플"을 공개한다고 발표했다. 이 청원 플랫폼의 출시는 케이틀린 사보칙이 2011년 9월 22일 백악관 블로그 게시물에서 발표했다.
2017년 12월 19일, 도널드 트럼프 1기 행정부는 플랫폼을 일시적으로 폐쇄하고 "납세자들에게 연간 100만 달러 이상을 절약해 줄 새로운 플랫폼"으로 대체할 의사를 발표했지만, 결국 초기 형태로 유지되었다. 2021년 1월 20일, 조 바이든 대통령 취임식 당일, 플랫폼은 whitehouse.gov 주 도메인으로 리다이렉션되기 시작했으며, 이는 새로 취임한 행정부에 의해 이 기능이 중단되었음을 의미했다. 이후 다시 시작되지 않았다.

## 플랫폼
2001년 7월, 백악관은 웹 서버를 레드햇 리눅스 기반의 운영 체제로 전환하고 아파치 HTTP 서버를 사용하기 시작했다. 설치는 2009년 2월에 완료되었다. 2009년 10월, 백악관 웹 서버는 자유 및 오픈 소스 저작물 관리 시스템인 드루팔을 채택했으며, 이는 레드햇 엔터프라이즈 리눅스에서 실행된다.
2017년 12월, 도널드 트럼프 1기 행정부는 워드프레스를 사용하여 개발된 재설계된 웹사이트를 출시했으며, 이로 인해 납세자들이 "연간 거의 3백만 달러"를 절약할 수 있다고 주장했다.

## 같이 보기
- 1995년 이전에 설립된 웹사이트 목록
- 백악관

## 내용주
1. ↑  도널드 트럼프 2기 행정부 기준 스페인어 버전은 제공되지 않으며, 도널드 트럼프 1기 행정부 당시의 이전 아카이브된 웹사이트 버전에서도 제공되지 않았다. 조 바이든 행정부, 버락 오바마 행정부, 조지 W. 부시 행정부 당시의 아카이브된 스페인어 버전 웹사이트는 여전히 이용 가능하다.